# Eggolsheim
Eggolsheim er en købstad (markt) i Landkreis Forchheim i Regierungsbezirk Oberfranken i den tyske delstat Bayern. Eggolsheim ligger i Regnitztalen i udkanten af Fränkische Schweiz.

## Bydele
- Bammersdorf
- Drosendorf a.Eggerbach
- Drügendorf
- Götzendorf
- Kauernhofen
- Neuses an der Regnitz
- Rettern
- Schirnaidel
- Tiefenstürmig
- Unterstürmig
- Weigelshofen

## Geografi
Nabokommuner er (med uret fra nord):

Heiligenstadt in Oberfranken, Unterleinleiter, Ebermannstadt, Weilersbach, Forchheim, Hallerndorf, Altendorf, Buttenheim
Eggolsheim ligger ved den historiske Ludvigkanalen, en nord-syd-forbindelse mellem Main og Donau, der var en forløber for den nutidige Main-Donau-Kanalen